# هجرة دولية

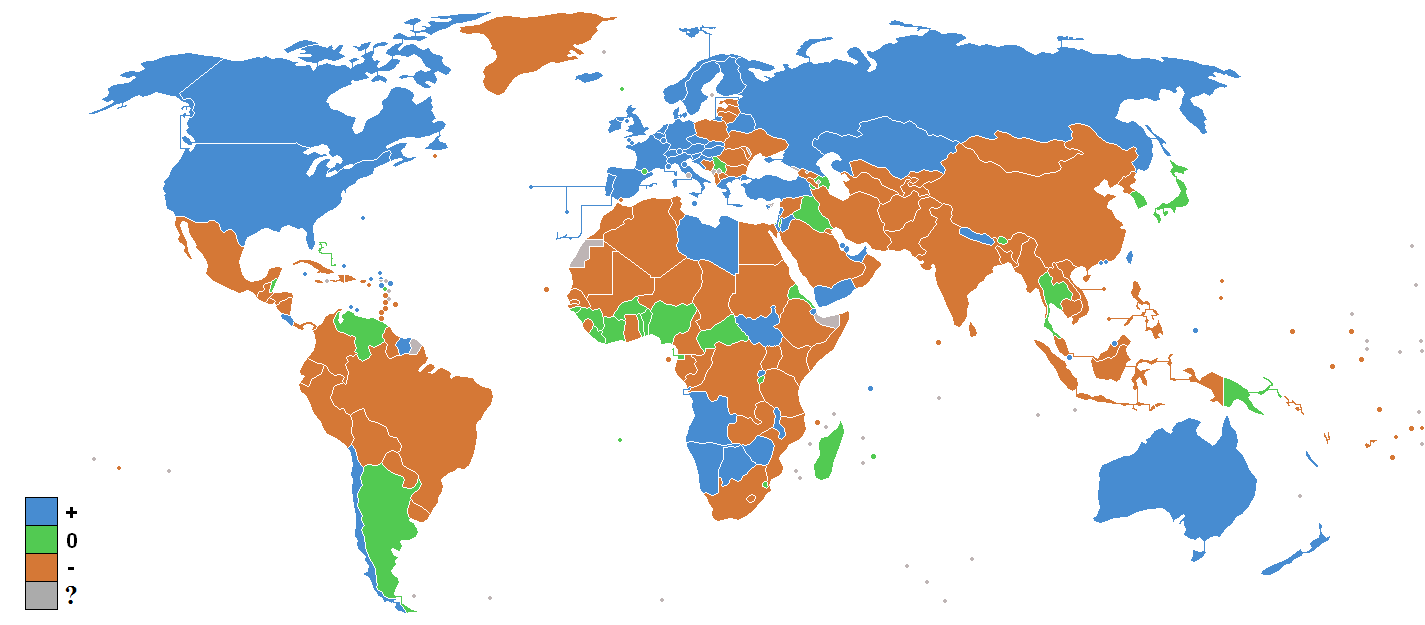

تحدث الهجرة الدولية عندما يعبر الناس حدود الدولة ويقيمون في الدولة المضيفة لأدنى حد من الوقت. تحدث الهجرة لأسباب عديدة. يغادر العديد من الأشخاص بلدانهم الأصلية للبحث عن فرص اقتصادية في بلد آخر. يهاجر آخرون ليكونوا مع أفراد الأسرة الذين هاجروا أو بسبب الظروف السياسية في بلدانهم. التعليم سبب آخر للهجرة الدولية، حيث يواصل الطلاب دراستهم في الخارج. في حين أن هناك العديد من الأنظمة المحتملة المختلفة لتصنيف المهاجرين الدوليين، فإن نظامًا واحدًا ينظمهم في تسع مجموعات: المهاجرين غير النظاميين أو غير القانونيين أو غير الموثقين؛ مهاجرون من ذوي المهارات العالية والأعمال التجارية؛ اللاجئين؛ طالبي اللجوء؛ الهجرة القسرية؛ أفراد الأسرة؛ عودة المهاجرين؛ والمهاجرين على المدى الطويل، من ذوي المهارات المنخفضة. يمكن تقسيم هؤلاء المهاجرين أيضًا إلى مجموعتين كبيرتين، دائمة ومؤقتة. ينوي المهاجرون الدائمون الإقامة الدائمة في بلد جديد وربما يحصلون على جنسية ذلك البلد. ينوي المهاجرون المؤقتون البقاء لفترات محدودة فقط؛ ربما حتى نهاية برنامج دراسي معين أو لمدة عقد عملهم أو موسم عمل معين. كلا النوعين من المهاجرين له تأثير كبير على اقتصاديات ومجتمعات بلد المقصد المختار وبلد المنشأ.
وبالمثل، غالبًا ما يتم تجميع البلدان التي تستقبل هؤلاء المهاجرين في أربع فئات: دول الاستيطان التقليدية، والدول الأوروبية التي شجعت هجرة العمالة بعد الحرب العالمية الثانية، والدول الأوروبية التي تستقبل جزءًا كبيرًا من سكانها المهاجرين من مستعمراتها السابقة، والبلدان التي كانت في السابق كانت نقاط الهجرة ولكن ظهرت مؤخرا كوجهات المهاجرين.